# Route nationale 707
Pour les articles homonymes, voir Route 707.
La route nationale 707 ou RN 707 était une route nationale française reliant Nontron à Lanouaille.
À la suite de la réforme de 1972, elle a été déclassée en route départementale 707 (RD 707).

## Ancien tracé de Nontron à Lanouaille (D 707)

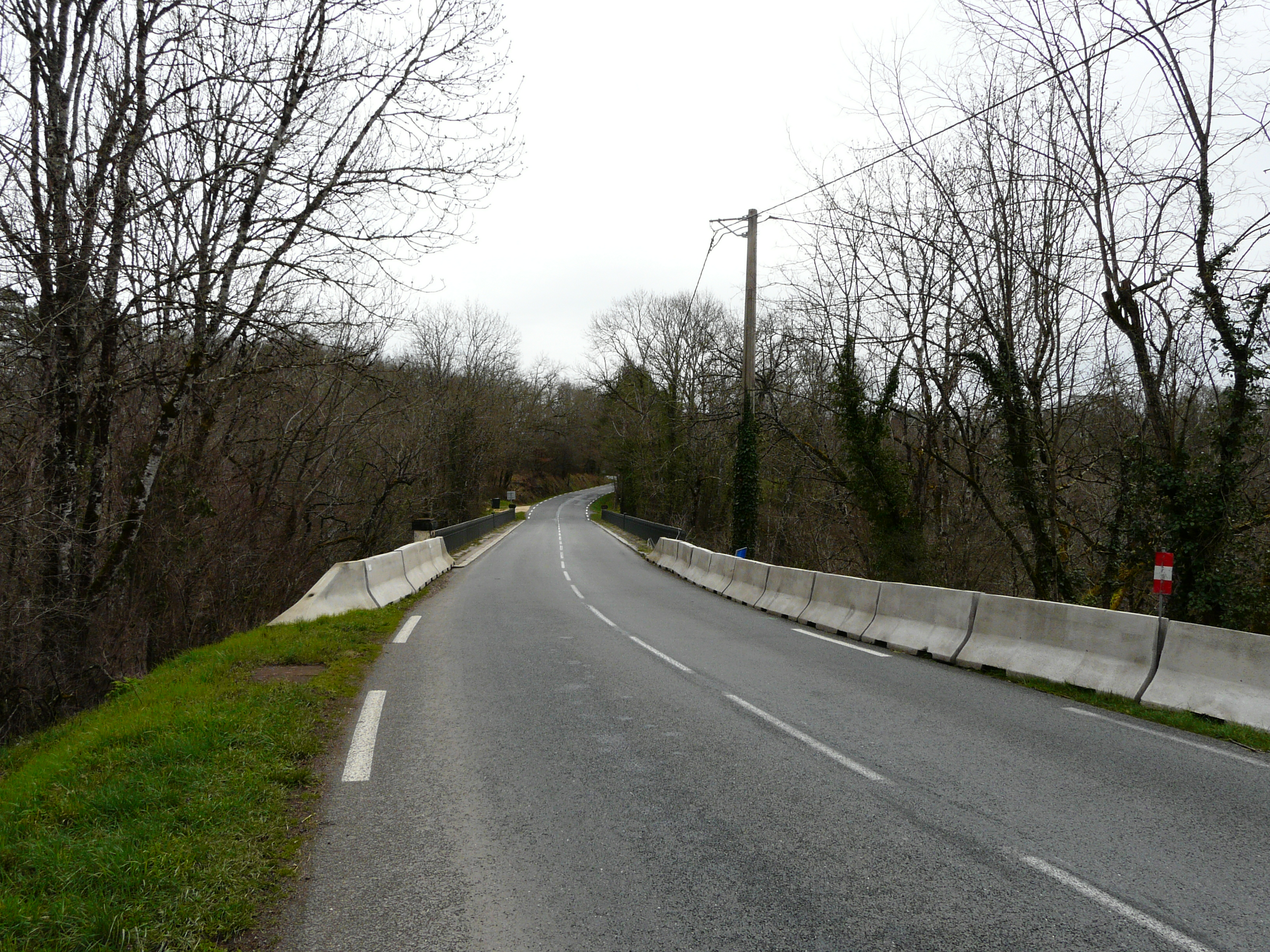
La RD 707 en limites de Nantheuil et Nanthiat.

- Nontron
- Saint-Pardoux-la-Rivière
- Milhac-de-Nontron
- Saint-Jean-de-Côle
- Thiviers
- Dussac
- Lanouaille